# Stefan Gierasch
Stefan Gierasch (ur. 5 lutego 1926 w Nowym Jorku, zm. 6 września 2014 w Santa Monica) – amerykański aktor filmowy i telewizyjny.

## Filmografia
- 1952: Mister Peepers
- 1961: Bilardzista (The Hustler)
- 1963: Spotkanie z Alfredem Hitchcockiem (The Alfred Hitchcock Hour)
- 1966: Gunsmoke
- 1969: Bonanza
- 1972: No i co, doktorku? (What’s Up, Doc?)
- 1972: Jeremiah Johnson
- 1973: Mściciel (High Plains Drifter)
- 1974: Kung Fu
- 1976: Transamerican Express (Silver Streak)
- 1976: Carrie
- 1977: Hawaii Five-O
- 1978: Śmiertelna poświata (Blue Sunshine)
- 1979: Mistrz (The Champ)
- 1980: Blood Beach
- 1981: The Million Dollar Face
- 1983: Detektyw Remington Steele (Remington Steele)
- 1984: Riptide
- 1985: Być doskonałym (Perfect)
- 1985: Alfred Hitchcock przedstawia (Alfred Hitchcock Presents)
- 1986: Strefa mroku (The Twilight Zone)
- 1987: Napisała: Morderstwo (Murder, She Wrote)
- 1988: Spellbinder
- 1989: Policjanci z Miami (Miami Vice)
- 1989: Zdrówko (Cheers)
- 1990: Opowieści z krypty (Tales from the Crypt)
- 1991: Star Trek: Następne pokolenie (Star Trek: The Next Generation)
- 1993: Dave
- 1993: Jack Niedźwiadek (Jack the Bear)
- 1994: Junior
- 1995: Morderstwo pierwszego stopnia (Murder in the First)
- 1995: Dotyk anioła (Touched by an Angel)
- 1999: Starry Night
- 2002: Legend of the Phantom Rider
- 2009: The Hunter's Moon